# Chiesa di San Giovanni Battista (Telve di Sopra)
La chiesa di San Giovanni Battista è la parrocchiale di Telve di Sopra, in provincia ed arcidiocesi di Trento; fa parte della zona pastorale della Valsugana e di Primiero.

## Storia
Nella prima metà del XIX secolo, dal momento che per i fedeli era scomodo raggiungere la cappella di San Giovanni del Sassetto, che, tra l'altro, si era rivelata ormai insufficiente a soddisfare le loro esigenze, si decise di edificare una nuova chiesa in paese.
Così, nel 1835 venne posta la prima pietra della costruenda chiesa; l'edificio fu portato a termine nel 1845 e consacrato il 9 settembre 1864 dal vescovo di Trento Benedetto Riccabona de Reinchenfels.
Sul principio del Novecento la struttura venne abbellita e decorata per volontà di don Ermenegildo Dalmaso dall'artista mantovano Ubaldo Tasselli.
Il 30 novembre 1943 la chiesa fu eretta a parrocchiale e tra il 1945 e il 1950 venne rimaneggiata in alcune sue parti, come la facciata; in quell'occasione il campanile fu dotato di una nuova cuspide e vennero realizzati da Elio Martinelli dei dipinti che andarono a sostituire quelli del Tasselli.
L'intera struttura fu interessata da due importanti interventi di ristrutturazione, condotti rispettivamente nel 1979 e nel 1985; negli anni Ottanta venne pure posato il nuovo pavimento.

## Descrizione

### Facciata
La facciata, intonacate, è scandita da due paraste centrali e sui lati da una cornice incisa in modo da sembrare costituita da mattoni, che sorreggono il timpano triangolare, dentro il quale v'è un oculo; su di essa si aprono il portale d'ingresso architravato e una finestra di forma semicircolare.

### Campanile
Accanto alla chiesa sorge il campanile, a base quadrangolare; il suo corpo è costituito da pietrame rivestito dell'intonaco e presenta agli angoli delle cornici aggettanti.
La cella, invece, presenta su ogni lato una monofora ed è coronata dalla cuspide rivestita dalle scandole.

### Interno
L'interno è composto da un'unica navata, nella quale la luce filtra da due finestre semicircolari e le cui pareti, caratterizzate da uno zoccolo che misura l'altezza di circa un metro, sono scandite da paraste sorreggenti la cornice sopra la quale si imposta la volta; al termine dell'aula si sviluppa il presbiterio, introdotto dall'arco santo a tutto sesto, sopraelevato di due gradini e chiuse dell'abside, sulla quale s'aprono due finestre.